# Słowacja na Letnich Igrzyskach Olimpijskich 2012
Słowację na Letnich Igrzyskach Olimpijskich 2012 reprezentowało 46 zawodników : 26 mężczyzn i 20 kobiet. Był to piąty start reprezentacji Słowacji na letnich igrzyskach olimpijskich.

## Zdobyte medale
| Medal  | Zawodnik                               | Dyscyplina          | Konkurencja  | Rezultat   |
| ------ | -------------------------------------- | ------------------- | ------------ | ---------- |
| Srebro | Zuzana Štefečeková                     | Strzelectwo         | trap kobiet  | 93 pkt     |
| Brąz   | Michal Martikán                        | Kajakarstwo górskie | C-1 mężczyzn | 98,31 pkt  |
| Brąz   | Pavol Hochschorner, Peter Hochschorner | Kajakarstwo górskie | C-2 mężczyzn | 108,28 pkt |
| Brąz   | Danka Barteková                        | Strzelectwo         | skeet kobiet | 90 pkt     |

## Skład kadry

### Badminton
Kobiety
| Zawodniczka      | Konkurencja    | Faza grupowa         | Faza grupowa         | Faza grupowa         | Faza grupowa | Eliminacje           | Ćwierćfinał          | Półfinał             | Finał                | Finał   |
| Zawodniczka      | Konkurencja    | Przeciwniczka Punkty | Przeciwniczka Punkty | Przeciwniczka Punkty | Miejsce      | Przeciwniczka Punkty | Przeciwniczka Punkty | Przeciwniczka Punkty | Przeciwniczka Punkty | Miejsce |
| ---------------- | -------------- | -------------------- | -------------------- | -------------------- | ------------ | -------------------- | -------------------- | -------------------- | -------------------- | ------- |
| Monika Fašungová | gra pojedyncza | Gu Juan 0-2          | Victoria Na 0-2      |                      | 3.           | → Nie awansowała     | → Nie awansowała     | → Nie awansowała     | → Nie awansowała     | 33.     |

### Gimnastyka
Mężczyźni
| Zawodnik        | Konkurencje            | Konkurencje            | Konkurencje     | Konkurencje     | Konkurencje                 | Konkurencje                 | Konkurencje          | Konkurencje          | Konkurencje            | Konkurencje            | Konkurencje         | Konkurencje         | Konkurencje | Konkurencje | Konkurencje        | Konkurencje        |
| Zawodnik        | Wielobój indywidualnie | Wielobój indywidualnie | Ćwiczenia wolne | Ćwiczenia wolne | Ćwiczenia na koniu z łękami | Ćwiczenia na koniu z łękami | Ćwiczenia na kółkach | Ćwiczenia na kółkach | Ćwiczenia na poręczach | Ćwiczenia na poręczach | Ćwiczenia na drążku | Ćwiczenia na drążku | Skoki       | Skoki       | Wielobój drużynowy | Wielobój drużynowy |
| Zawodnik        | Wynik                  | Pozycja                | Wynik           | Pozycja         | Wynik                       | Pozycja                     | Wynik                | Pozycja              | Wynik                  | Pozycja                | Wynik               | Pozycja             | Wynik       | Pozycja     | Wynik              | Pozycja            |
| --------------- | ---------------------- | ---------------------- | --------------- | --------------- | --------------------------- | --------------------------- | -------------------- | -------------------- | ---------------------- | ---------------------- | ------------------- | ------------------- | ----------- | ----------- | ------------------ | ------------------ |
| Samuel Piasecký |                        |                        |                 |                 |                             |                             |                      |                      | 15,358                 | 11.                    | 12,666              | 65.                 |             |             |                    |                    |

Kobiety
| Zawodniczka    | Wynik                  | Wynik                  | Wynik           | Wynik           | Wynik                  | Wynik                  | Wynik                   | Wynik                   | Wynik  | Wynik   | Wynik              | Wynik              |
| Zawodniczka    | Wielobój indywidualnie | Wielobój indywidualnie | Ćwiczenia wolne | Ćwiczenia wolne | Ćwiczenia na poręczach | Ćwiczenia na poręczach | Ćwiczenia na równoważni | Ćwiczenia na równoważni | Skoki  | Skoki   | Wielobój drużynowy | Wielobój drużynowy |
| Zawodniczka    | Wynik                  | Pozycja                | Wynik           | Pozycja         | Wynik                  | Pozycja                | Wynik                   | Pozycja                 | Wynik  | Pozycja | Wynik              | Pozycja            |
| -------------- | ---------------------- | ---------------------- | --------------- | --------------- | ---------------------- | ---------------------- | ----------------------- | ----------------------- | ------ | ------- | ------------------ | ------------------ |
| Mária Homolová | 47,023                 | 57.                    | 12,066          | 76.             | 10,458                 | 77.                    | 11,733                  | 72.                     | 12,766 | 77.     |                    |                    |

### Judo
Mężczyźni
| Zawodnik    | Konkurencja | 1/32             | 1/16                      | 1/8              | Ćwierćfinał      | Półfinał         | Pierwsza runda repasaży | Półfinał repasaży | Finał            | Finał   |
| Zawodnik    | Konkurencja | Przeciwnik Wynik | Przeciwnik Wynik          | Przeciwnik Wynik | Przeciwnik Wynik | Przeciwnik Wynik | Przeciwnik Wynik        | Przeciwnik Wynik  | Przeciwnik Wynik | Pozycja |
| ----------- | ----------- | ---------------- | ------------------------- | ---------------- | ---------------- | ---------------- | ----------------------- | ----------------- | ---------------- | ------- |
| Milan Randl | - 90 kg     |                  | Ilias Iliadis P 0002-0111 | → Nie awansował  | → Nie awansował  | → Nie awansował  | → Nie awansował         | → Nie awansował   | → Nie awansował  | 17.     |

### Kajakarstwo
Mężczyźni
| Zawodnik                                          | Konkurencja | Eliminacje | Eliminacje | Półfinały       | Półfinały       | Finał A/B       | Finał A/B       | Pozycja |
| Zawodnik                                          | Konkurencja | Czas       | Pozycja    | Czas            | Pozycja         | Czas            | Pozycja         | Pozycja |
| ------------------------------------------------- | ----------- | ---------- | ---------- | --------------- | --------------- | --------------- | --------------- | ------- |
| Ľubomír Hagara                                    | C-1 200 m   | 43,507     | 5.         | 41,472          | 3.              | 43,977          | 6.(A)           | 6.      |
| Marek Krajčovič                                   | K-1 1000 m  | 3:39,649   | 7.         | → Nie awansował | → Nie awansował | → Nie awansował | → Nie awansował | 20.     |
| Peter Gelle Erik Vlček                            | K-2 1000 m  | 3:19,571   | 3.         | 3:12,690        | 1.              | 3:12,519        | 8. (A)          | 8.      |
| Peter Gelle Martin Jankovec Erik Vlček Juraj Tarr | K-4 1000 m  | 2:55,173   | 1.         |                 |                 | 2:56,771        | 6. (A)          | 6.      |

Kobiety
| Zawodniczka                   | Konkurencja | Eliminacje | Eliminacje | Półfinały | Półfinały | Finał    | Finał   | Pozycja |
| Zawodniczka                   | Konkurencja | Czas       | Pozycja    | Czas      | Pozycja   | Czas     | Pozycja | Pozycja |
| ----------------------------- | ----------- | ---------- | ---------- | --------- | --------- | -------- | ------- | ------- |
| Ivana Kmeťová                 | K-1 200 m   | 43,445     | 6.         | 42,510    | 5.        | 45,556   | 6. (B)  | 14.     |
| Ivana Kmeťová Martina Kohlová | K-2 500 m   | 1:45,073   | 5.         | 1:43,653  | 5.        | 1:47,683 | 5. (B)  | 13.     |

### Kajakarstwo górskie
Mężczyźni
| Zawodnik                              | Konkurencja | Eliminacje | Eliminacje | Eliminacje | Eliminacje | Eliminacje | Eliminacje | Półfinały | Półfinały | Finał  | Finał   | Pozycja |
| Zawodnik                              | Konkurencja | P 1        | M.         | P 2        | M.         | Razem      | M.         | Czas      | Miejsce   | Czas   | Miejsce | Pozycja |
| ------------------------------------- | ----------- | ---------- | ---------- | ---------- | ---------- | ---------- | ---------- | --------- | --------- | ------ | ------- | ------- |
| Michal Martikán                       | C-1         | 139,46     | 16.        | 90,56      | 1.         | 90,56      | 1.         | 104,04    | 4.        | 98,31  | 3.      | brąz    |
| Pavol Hochschorner Peter Hochschorner | C-2         | 97,52      | 2.         | 98,60      | 1.         | 97,52      | 2.         | 109,04    | 2.        | 108,28 | 3.      | brąz    |

Kobiety
| Zawodniczka   | Konkurencja | Eliminacje | Eliminacje | Eliminacje | Eliminacje | Eliminacje | Eliminacje | Półfinały | Półfinały | Finał  | Finał   | Pozycja |
| Zawodniczka   | Konkurencja | P 1        | M.         | P 2        | M.         | Razem      | M.         | Czas      | Miejsce   | Czas   | Miejsce | Pozycja |
| ------------- | ----------- | ---------- | ---------- | ---------- | ---------- | ---------- | ---------- | --------- | --------- | ------ | ------- | ------- |
| Jana Dukátová | K-1         | 105,14     | 5.         | 101,37     | 4.         | 101,37     | 6.         | 110,48    | 4.        | 111,60 | 6.      | 6.      |

### Kolarstwo

#### Kolarstwo szosowe
| Zawodnik    | Konkurencja                    | Czas    | Pozycja |
| ----------- | ------------------------------ | ------- | ------- |
| Peter Sagan | wyścig ze startu wspólnego (m) | 5:46:37 | 34.     |

#### Kolarstwo górskie
| Zawodniczka    | Konkurencja       | Czas    | Pozycja |
| -------------- | ----------------- | ------- | ------- |
| Janka Števková | cross-country (k) | 1:39:05 | 21.     |

### Lekkoatletyka
Mężczyźni
Konkurencje biegowe
| Zawodnik       | Konkurencja | Eliminacje | Eliminacje | Półfinał | Półfinał | Finał   | Finał   |
| Zawodnik       | Konkurencja | Wynik      | Miejsce    | Wynik    | Miejsce  | Wynik   | Miejsce |
| -------------- | ----------- | ---------- | ---------- | -------- | -------- | ------- | ------- |
| Anton Kučmín   | chód 20 km  |            |            |          |          | 1:22:25 | 23.     |
| Matej Tóth     | chód 50 km  |            |            |          |          | 3:41:24 | 8.      |
| Miloš Bátovský | chód 50 km  |            |            |          |          | 4:09:32 | 48.     |

Konkurencje techniczne
| Zawodnik        | Konkurencja | Kwalifikacje | Kwalifikacje | Finał           | Finał           |
| Zawodnik        | Konkurencja | Wynik        | Miejsce      | Wynik           | Miejsce         |
| --------------- | ----------- | ------------ | ------------ | --------------- | --------------- |
| Marcel Lomnický | rzut młotem | 74,00        | 15.          | → Nie awansował | → Nie awansował |
| Michal Kabelka  | skok wzwyż  | 2,16         | 30.          | → Nie awansował | → Nie awansował |

Kobiety
Konkurencje biegowe
| Zawodniczka       | Konkurencja | Eliminacje | Eliminacje | Półfinał | Półfinał | Finał   | Finał   |
| Zawodniczka       | Konkurencja | Wynik      | Miejsce    | Wynik    | Miejsce  | Wynik   | Miejsce |
| ----------------- | ----------- | ---------- | ---------- | -------- | -------- | ------- | ------- |
| Katarína Berešová | maraton     |            |            |          |          | 2:48:11 | 99.     |
| Lucia Klocová     | 1500 m      | 4;07,79    | 9.         | 4:02,99  | 8.       | 4:12,64 | 8.      |
| Mária Czaková     | chód 20 km  |            |            |          |          | 1:37:43 | 53.     |

Konkurencje techniczne
| Zawodniczka      | Konkurencja | Kwalifikacje | Kwalifikacje | Finał            | Finał            |
| Zawodniczka      | Konkurencja | Wynik        | Miejsce      | Wynik            | Miejsce          |
| ---------------- | ----------- | ------------ | ------------ | ---------------- | ---------------- |
| Martina Hrašnová | rzut młotem | 68,41        | 20.          | → Nie awansowała | → Nie awansowała |
| Jana Velďáková   | skok w dal  | 6,18         | 27.          | → Nie awansowała | → Nie awansowała |
| Dana Velďáková   | trójskok    | 14,22        | 10.          | 11,92            | 12.              |

### Pływanie
Mężczyźni
| Zawodnik        | Konkurencja      | Eliminacje | Eliminacje | Półfinał        | Półfinał        | Finał           | Finał           |
| Zawodnik        | Konkurencja      | Czas       | Miejsce    | Czas            | Miejsce         | Czas            | Miejsce         |
| --------------- | ---------------- | ---------- | ---------- | --------------- | --------------- | --------------- | --------------- |
| Tomáš Klobučník | 200 m klasycznym | 2:13,40    | 23.        | → Nie awansował | → Nie awansował | → Nie awansował | → Nie awansował |

Kobiety
| Zawodniczka          | Konkurencja      | Eliminacje | Eliminacje | Półfinał         | Półfinał         | Finał            | Finał            |
| Zawodniczka          | Konkurencja      | Czas       | Miejsce    | Czas             | Miejsce          | Czas             | Miejsce          |
| -------------------- | ---------------- | ---------- | ---------- | ---------------- | ---------------- | ---------------- | ---------------- |
| Miroslava Syllabová  | 200 m dowolnym   | 26,07      | 38.        | → Nie awansowała | → Nie awansowała | → Nie awansowała | → Nie awansowała |
| Katarína Filová      | 100 m dowolnym   | 56,58      | 31.        | → Nie awansowała | → Nie awansowała | → Nie awansowała | → Nie awansowała |
| Katarína Filová      | 200 m dowolnym   | 2:02,03    | 28.        | → Nie awansowała | → Nie awansowała | → Nie awansowała | → Nie awansowała |
| Denisa Smolenová     | 100 m motylkowym | 59,48      | 28.        | → Nie awansowała | → Nie awansowała | → Nie awansowała | → Nie awansowała |
| Denisa Smolenová     | 200 m motylkowym | 2:11,10    | 21.        | → Nie awansowała | → Nie awansowała | → Nie awansowała | → Nie awansowała |
| Katarína Listopadová | 200 m zmiennym   | 2:16,81    | 28.        | → Nie awansowała | → Nie awansowała | → Nie awansowała | → Nie awansowała |

### Podnoszenie ciężarów
Mężczyźni
| Zawodnik       | Konkurencja | Rwanie | Rwanie  | Podrzut | Podrzut | Razem  | Pozycja |
| Zawodnik       | Konkurencja | Wynik  | Pozycja | Wynik   | Pozycja | Razem  | Pozycja |
| -------------- | ----------- | ------ | ------- | ------- | ------- | ------ | ------- |
| Martin Tešovič | -105 kg     | 167 kg | 11.     | 196 kg  | 12.     | 363 kg | 11.     |

### Strzelectwo
Mężczyźni
| Zawodnik       | Konkurencja | Kwalifikacje | Kwalifikacje | Finał           | Finał           |
| Zawodnik       | Konkurencja | Wynik        | Pozycja      | Wynik           | Pozycja         |
| -------------- | ----------- | ------------ | ------------ | --------------- | --------------- |
| Juraj Tužinský | ppn 60      | 580          | 15.          | → Nie awansował | → Nie awansował |
| Juraj Tužinský | pdw 60      | 554          | 23.          | → Nie awansował | → Nie awansował |
| Pavol Kopp     | ppn 60      | 576          | 21.          | → Nie awansował | → Nie awansował |
| Pavol Kopp     | pdw 60      | 554          | 20.          | → Nie awansował | → Nie awansował |
| Jozef Gönci    | Kpn 60      | 591          | 31.          | → Nie awansował | → Nie awansował |
| Jozef Gönci    | Kdw 60l     | 589          | 39.          | → Nie awansował | → Nie awansował |
| Jozef Gönci    | Kdw 3x40    | 1157         | 31.          | → Nie awansował | → Nie awansował |
| Erik Varga     | trap        | 121          | 12.          | → Nie awansował | → Nie awansował |

Kobiety
| Zawodniczka        | Konkurencja | Kwalifikacje | Kwalifikacje | Finał            | Finał            |
| Zawodniczka        | Konkurencja | Wynik        | Pozycja      | Wynik            | Pozycja          |
| ------------------ | ----------- | ------------ | ------------ | ---------------- | ---------------- |
| Daniela Pešková    | kpn 40      | 395          | 14.          | → Nie awansowała | → Nie awansowała |
| Daniela Pešková    | Ksp 3x20    | 576          | 34.          | → Nie awansowała | → Nie awansowała |
| Zuzana Štefečeková | trap        | 73           | 2.           | 93               | srebro           |
| Danka Barteková    | skeet       | 70           | 2.           | 90 + 4           | brąz             |

### Tenis ziemny
Kobiety
| Zawodniczka                           | Konkurencja | 1/32                          | 1/16                                           | 1/8                         | Ćwierćfinały     | Półfinały        | Finał            | Finał          |
| Zawodniczka                           | Konkurencja | Przeciwnik Wynik              | Przeciwnik Wynik                               | Przeciwnik Wynik            | Przeciwnik Wynik | Przeciwnik Wynik | Przeciwnik Wynik | Pozycja        |
| ------------------------------------- | ----------- | ----------------------------- | ---------------------------------------------- | --------------------------- | ---------------- | ---------------- | ---------------- | -------------- |
| Daniela Hantuchová                    | singel      | Li Na 6:2, 3:6, 6:3           | Alizé Cornet 6:3, 6:0                          | Caroline Wozniacki 4:6, 2:6 | → Nie awansowała | → Nie awansowała | → Nie awansowała | Miejsca 9-16.  |
| Dominika Cibulková                    | singel      | Cwetana Pironkowa 6:7(4), 2:6 | → Nie awansowała                               | → Nie awansowała            | → Nie awansowała | → Nie awansowała | → Nie awansowała | Miejsca 33-64. |
| Dominika Cibulková Daniela Hantuchová | debel       |                               | Agnieszka Radwańska Urszula Radwańska 2:6, 1:6 | → Nie awansowały            | → Nie awansowały | → Nie awansowały | → Nie awansowały | Miejsca 17-31. |

Mężczyźni
| Zawodnik                  | Konkurencja | 1/32                           | 1/16                                     | 1/8              | Ćwierćfinały     | Półfinały        | Finał            | Finał          |
| Zawodnik                  | Konkurencja | Przeciwnik Wynik               | Przeciwnik Wynik                         | Przeciwnik Wynik | Przeciwnik Wynik | Przeciwnik Wynik | Przeciwnik Wynik | Pozycja        |
| ------------------------- | ----------- | ------------------------------ | ---------------------------------------- | ---------------- | ---------------- | ---------------- | ---------------- | -------------- |
| Lukáš Lacko               | singel      | Philipp Petzschner 6:7(5), 1:6 | → Nie awansował                          | → Nie awansował  | → Nie awansował  | → Nie awansował  | → Nie awansował  | Miejsca 33-64. |
| Martin Kližan             | singel      | Andy Roddick 5:7, 4:6          | → Nie awansował                          | → Nie awansował  | → Nie awansował  | → Nie awansował  | → Nie awansował  | Miejsca 33-64. |
| Lukáš Lacko Martin Kližan | debel       |                                | Janko Tipsarević Nenad Zimonjić 3:6, 3:6 | → Nie awansowali | → Nie awansowali | → Nie awansowali | → Nie awansowali | Miejsca 17-32. |

### Triathlon
| Zawodnik      | Konkurencja | Pływanie (1,5 km) | Zmiana 1 | Jazda na rowerze (40 km) | Zmiana 2 | Bieg (10 km) | Czas    | Pozycja |
| ------------- | ----------- | ----------------- | -------- | ------------------------ | -------- | ------------ | ------- | ------- |
| Richard Varga | mężczyźni   | 16:59             | 0:41     | 59:15                    | 0:30     | 32:03        | 1:49:25 | 22.     |